# Ốc sên khổng lồ Tây Phi
Ốc sên khổng lồ Tây Phi, tên khoa học Archachatina marginata, là một loài ốc đất nhiệt đới thở không khí, trong họ Achatinidae. Chúng có thể phát triển chiều dài lên đến 20 cm, và sống đến 10 năm.

## Phân bố
Loài này xuất hiện ở Tây Phi: Cameroon qua Cộng hòa Dân chủ Congo.
Loài này vẫn chưa được xác minh tại Hoa Kỳ, nhưng nó được coi là đại diện cho một mối đe dọa nghiêm trọng như là một dịch hại, một loài xâm lấn có thể ảnh hưởng xấu đến sản xuất nông nghiệp, hệ sinh thái tự nhiên, sức khỏe con người, thương mại.

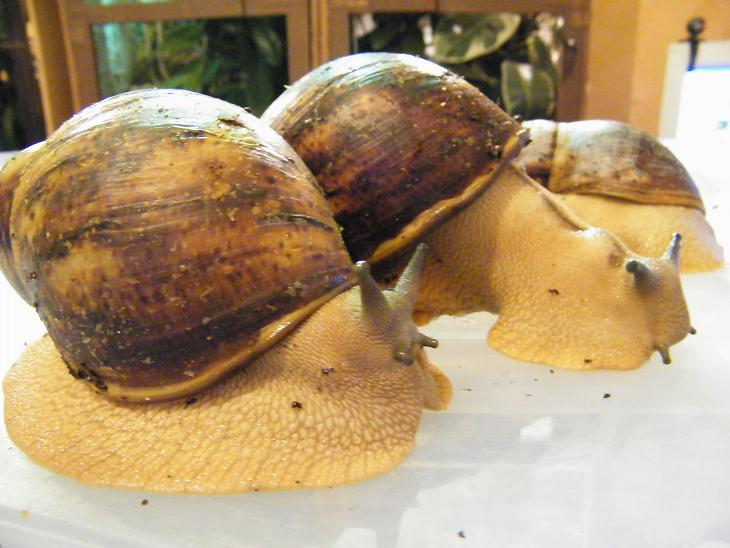
Archachatina marginata var. ovum (Pfeiffer, 1858)

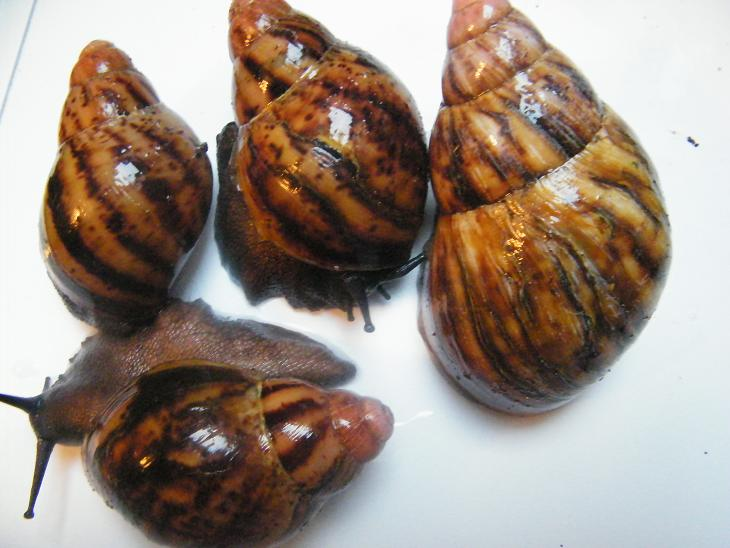
Archachatina marginata var. suturalis (Philippi, 1849)

## Hình ảnh

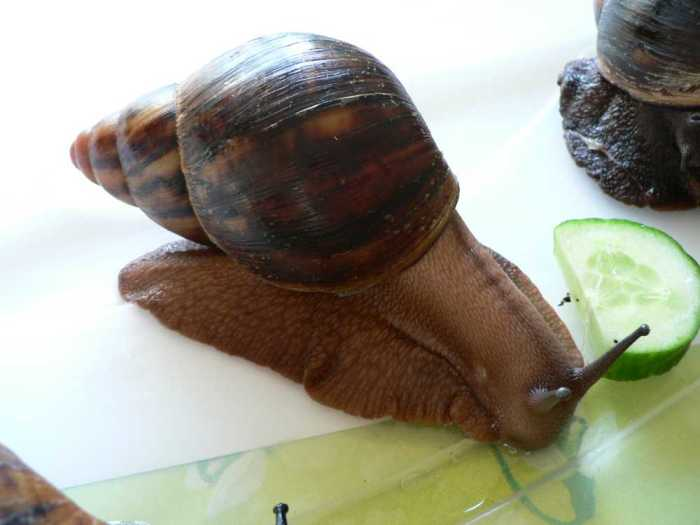
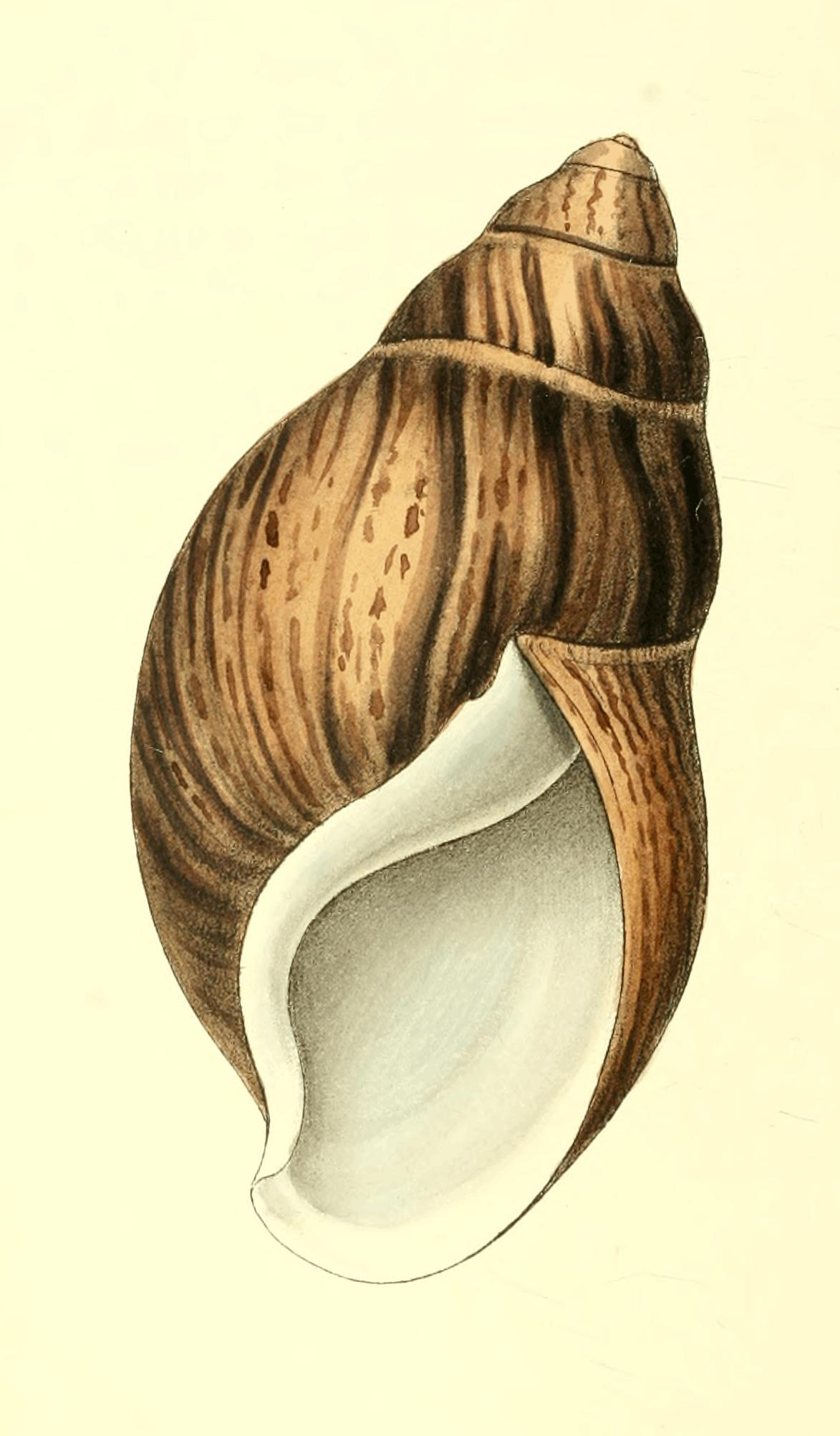